# Jim McMahon
Robert James "Jim" McMahon, Jr. (21 de agosto de 1959, Jersey City, Nueva Jersey) es un exjugador de fútbol americano. Su carrera colegial fue en la escuela mormona de la Universidad Brigham Young, donde fue nombrado en dos ocasiones All-American (1980 , 1981). Más tarde comenzó su carrera profesional con los Chicago Bears, pasando por los San Diego Chargers, Philadelphia Eagles, Minnesota Vikings, Arizona Cardinals, y terminando con los Green Bay Packers. 

## Primeros años
McMahon comenzó a jugar al fútbol en la Andrew Hill High School (San José, California) y después en sus años junior y senior en la Escuela Secundaria Roy (Roy, Utah). Las habilidades de Jim eran tan evidentes que en su segundo año, fue ascendido al equipo universitario, donde obtuvo la posición de salida en su último año.
McMahon sufrido una cirugía de fuera de temporada, por la cual los entrenadores de BYU decidieron no activarlo para la temporada de 1979. McMahon vio desde las gradas como Wilson estableció nueve marcas dentro de la NCAA y posterior a esa temporada otras dos. Wilson se convirtió en el primer jugador BYU en estar en el Primer equipo All-American, y terminó tercero en trofeo Heisman votación. Con Wilson graduada y directo al draf de la NFL, McMahon le ganó a Royce Bybee a reclamar la posición de quarterback.
Jim condujo a BYU como la mejor ofensiva por aire en toda la nación, lo que le permitió ser la ofensiva más anotadora en toda la temporada regular. McMahon ha ganado numerosos premios por sus logros individuales, siendo nombrada WAC Jugador del Año,  Primer Equipo All-WAC, Utah Deportista del Año, y noticias Deseret Atleta del Año. Fue nombrado en cuatro ocasiones al equipos All-american , y terminó en la quinta posición, dentro de la votación para obtener el trofeo Heisman.